# Пункт призначення 3
«Пункт призначення 3» (англ. Final Destination 3) — американський надприродний фільм жахів 2006 року, третій фільм франшизи Пункт призначення. Режисер і співсценарист — Джеймс Вонг, який також керував і був співавтором першого фільму. Вийшов 10 лютого 2006, фільм показав гарні результати у прокаті, попри змішану реакцію критиків.

## Сюжет
Минає шість років після вибуху рейсу № 180 та п'ять років після аварії на трасі 23. Випускниця школи Венді Крістенсен та її друзі йдуть розважитися до парку атракціонів. Хлопці вирішують покататися на американських гірках «Політ Диявола». Венді не хотіла йти на гірки, але її хлопець Джейсон вмовив її. Поки триває підготовка до запуску, до Венді приходить моторошне видіння: унаслідок витікання у гідравліці та несправних рейок вагончики зійдуть із рейок, і пасажири загинуть. Отямившись, Венді розуміє, що катастрофа ось-ось станеться. Вона починає панікувати, внаслідок чого відбувається бійка, і її з кількома «щасливчиками» виганяють. Вони стають свідками страшної аварії, де гине хлопець Венді. Після похорону жертв починаються нещасні випадки з героями, що вижили. Кевін, один з тих, хто вижив, намагається розповісти Венді про подібні нещасні випадки з іншими вижившими в катастрофах на літаку та трасі.
Першими стали Ешлі та Ешлін. Порушивши техніку безпеки, вони померли від опіків у солярії. Конденсат від склянки з напоєм потрапляє в контролер напруги і відбувається замикання. Температура в апараті підвищується, і Ешлін намагається вибратися з кабіни, але не може через полицю, що впала і заблокувала відкриття кабіни. Від сильних опіків дівчата у розпачі з криками б'ють по дверях кабін. Менеджер солярію не може допомогти, тому що вийшов на вулицю, а двері зачинилися, хоча він блокував її тюбиком з кремом: двері натиснули на тюбик і стиснули його. Венді телефонує Ешлі і, почувши сигнал автовідповідача, просить її швидше зателефонувати. У момент трагедії в будинку Венді та її сестри Джулі перегорає лампа. Очевидно, що це знак. Ешлі та Ешлін згоряють живцем у соляріях. На їхньому похороні Венді показала Кевіну, знімки, які зробила перед аварією. На одному з них Ешлі та Ешлін зображені з червоним відтінком від ліхтарів та тримають у руках гумову пальму. На знімку видно їхню смерть. Венді розуміє, що на фотографіях є знаки, які показують, як помруть їхні друзі.
Дорогою додому вони стають свідками смерті Френкі Чикса, який стояв перед ними в черзі на атракціон. Кевін та Венді підозрювали, що він наступний, і намагалися врятувати його від смерті. Венді згадала, що має фото, де Френкі виграв на ланцюжок з кулоном у вигляді дівчини; таку, яку водії вантажівок вішають на скло. Саме внаслідок аварії вантажівки Френкі гине. На іншому фото поблизу його голови працює вентилятор. Пікап Кевіна стоїть біля каси ресторану за автомобілем Френкі. На них під гірку мчить некерована вантажівка. Кевін вибиває лобове скло та рятується з Венді. У результаті вантажівка б'є їхній автомобіль, від удару з машини вилітає двигун, і вентилятор розрубує голову Френкі.
Венді та Кевін поїхали до Льюїса Ромеро, але той наполегливо не вірить у їхню теорію. На його знімку видно дві шаблі, такі ж є у спортзалі, де він тренується. Він не загинув, коли дві шаблі зірвалися і мало не відтяли йому голову, але за мить його голову розплющує млинцями тренажера. Після смерті Льюїса Венді захотіла, щоб Кевін вів машину, і вони поїхали до Яна та Ерін. Ті перебували на роботі у магазині «Зроби сам». Один предмет випадково падає на педаль навантажувача, той починає їхати і перекидає величезні полиці. Венді рятує Яна, але Ерін падає на цвяхи і вмирає, пронизана ними.
Венді та Кевіна ненадовго затримує поліція. За допомогою фотографій Венді розуміє, що наступною буде її сестра Джулі. Та їде на свято 300-річчя округу МакКінлі. Венді телефонує Кевіну і каже, хто буде наступним. Він відповідає, що працює на святі охоронцем і знайде Джулі. Венді дивиться їх знімки і розуміє, що причина її смерті — Ян, адже на фотографії вона стоїть у футболці МакКінлі, назвою округа, яка співпадає з прізвищем Яна, а причина смерті Кевіна — петарда, бо на фотографії він засліплений спалахом, а він якраз працює на заході, де планується запуск феєрверків. Венді зауважує, що за нею стежить Ян. На святі раптовий салют лякає коня, і той зривається з мотузки. Кевін знаходить Джулі і попереджає про небезпеку. Джулі не слухає і показує Кевіну два пальці так само, як на фотографії в парку атракціонів. Тут за горло Джулі чіпляється мотузка, і кінь тягне її полем. Джулі мало не напоролася на жниварку, але мотузку перерубує Кевін. Венді запитує Джулі, хто сидів з нею на гірках. За секунду наступну у списку, Перрі, пронизує флагшток, різко зірваний конем, а на фотографії позаду неї стоять жердина і карусель у вигляді коня. Водночас, Кевіна відкидає на стіл. Шампур встромляється в шланг балона, і газ спалахує, обпалюючи Кевіну обличчя, але він виживає завдяки Венді. Приходить Ян із бажанням убити Венді — за смерть Ерін і «винуватицю» всіх його нещасть, але його розчавлює вивіска, що впала.
Минає 5 місяців. Венді їде з друзями в метро і помічає таблички, пов'язані з кожною жертвою. Коли дівчина хоче вийти з поїзда, вона зустрічає Джулі, і двері зачиняються. Дівчата впізнають в одному з пасажирів Кевіна. Раптом поїзд сходить з рейок (один з пасажирів кидає упаковку з шоколадним батончиком; миша, що бажає поласувати, пошкоджує електропроводку, що виводить з ладу стрілочний переклад), і всі пасажири гинуть моторошною смертю: Джулі вбиває колесо, Кевін вилітає у вікно і виявляється розчленованим; Венді ж помічає поїзд, що мчить на неї, але через через те, що її нога застрягла у рейках, виявляється безпорадною. Але за секунду з'ясовується, що це було видіння. Дівчина встигає сказати одне слово: «Потяг…», Кевін розуміє, що це видіння, і починає смикати ручку гальма, проте воно відмовляє. Потяг починає їхати швидше, екран згасає, і стає чутно звук катастрофи.

## Ролі
- Мері Елізабет Вінстед — Венді Крістенсен
- Райан Мерріман — Кевін Фішер
- Аманда Крю — Джулі Крістенсен
- Кріс Лемке — Ян Маккінлі
- Алекс Джонсон — Ерін Ульмер
- Джессі Мосс — Джейсон Вайз
- Джина Голден — Керрі Драйєр
- Сем Істон — Френкі Чикс
- Челан Сіммонс — Ешлі Фройнд
- Крістал Лоу — Ешлін Гальперін
- Тексас Беттл — Льюїс Ромеро
- Меггі Ма — Перрі Малиновські
- Екстазія Сандерс — Ембер Ріган
- Патрік Ґаллагер — Колквітт
- Ендрю Френсіс — Пейтон
- Корі Монтейт — Кахілл
- Дастін Мілліган — Маркус
- Агам Дарш — Лора
- Ділан Базіле — Шон

## Виробництво
Виробничий бюджет фільму становив близько 25 мільйонів доларів. Робоча назва фільму: «Cheating Death: Final Destination 3» («Обман смерті: Пункт призначення 3»).
Картина перебувала у розробці з 2003 року. Цей факт був озвучений в інтерв'ю із творцями другої картини в рамках DVD-релізу.
При зйомках катастрофи на американських гірках була задіяна ціла комбінація трюків: деякі кадри знімалися безпосередньо на атракціоні (у парку розваг у канадському Ванкувері), деякі кадри були згенеровані на комп'ютері, а частина кадрів знімалася за допомогою спеціально побудованого симулятора атракціонів. Ці зйомки проводились на тлі зеленого екрану в одному з кінопавільйонів.

## Реліз
Як і для попередніх частин фільму, цій картині також було влаштовано тест-перегляд. І як у випадку з попередніми фільмами «Пункт призначення» та «Пункт призначення 2», глядачам не сподобався фінал — було незрозуміло, чи вижили герої чи ні (фільм мав закінчитися падінням знака МакКінлі, а краху поїзда не було). Тому було перезнято фінал, який розставив все на свої місця.
Фільм вийшов у прокат в США 10 лютого 2006 року. Касові збори в прем'єрний вік-енд становили 19,2 млн доларів.